# نورة (مغنية كويتية)
نورة (1950 - 7 مايو 2016)، مغنية شعبية كويتية. تعد من أشهر الفنانات الشعبيات في الخليج، وكانت تقوم بكتابة وتلحين الأغاني وتجيد العزف على العود.

## عن حياتها
حصلت على شهادة العلوم السياسية من جامعة الكويت. ورثت حب الفن الشعبي من والدتها الفنانة الشعبية صنعة والتي كانت ترافقها منذ صغرها في ستينات القرن العشرين في أحياء الأعراس كذلك شاركت مع الفنانة عوده المهنا، حتى إنضمت إلى «فرقة أم زايد الشعبية». وقد كونت والدتها فرقة خاصة بها وكانت تشارك مع والدتها فيها أثناء دراستها بالمرحلة الثانوية، وبعد إعتزال والدتها أكملت هي مسيرة الفرقة حتى إعتزالها بسبب تقدم السن حتى وفاتها.